# Flamenco
Flamenko (španjolski: Flamenco) je španjolski glazbeni žanr kojeg karakteriziraju snažan, ritmički ton (toque), popraćen podjednako izražajnom pjesmom (cante) i koji se često izvodi zajedno s jednako strastvenim stilom plesa kojeg karakteriziraju snažna i graciozna izvedba s često složenim radom ruku i nogu (baile). 
Flamenko je jedan od muzičkih fenomena koji je, unatoč svojim pučkim korijenima, nadživio modu usmjeravanu od onih koji stvaraju glazbeni "ukus" mnoštva. Svojom snagom pronalazi sljedbenike van Španjolske. To je živa umjetnost koja upija tendencije svake vrste bez gubljenja vlastite osobnosti. Glavna karekteristika flamenka je povezanost s publikom koja, najčešće, reagira emotivno. 
Flamenko se izvodi tijekom vjerskih festivala, rituala, crkvenih ceremonija i privatnih slavlja. Značajni je dio identiteta mnogih društvenih skupina, osobito španjolskih Roma (gitanos) koji su odigrali ključnu ulogu u njegovom razvoju. Zbog toga se često naziva i „ciganskom umjetnošću”. Flamenko se danas prenosi u okviru obitelji, društvenih skupina i flamenko klubova, koji zajedno imaju presudnu ulogu u njegovom očuvanju i širenju.

## Etimologija riječiflamenco
Flamenko je do prije nekih sto pedeset godina bio rubna kultura u tadašnjem španjolskom društvu i kao takav nezanimljiv za ostavljanje bilo kakvog traga u pisanoj riječi. Prvi pisci koji pokazuju bilo kakvo zanimanje za temu pojavljuju se u 19. stoljeću. Zbog premalo kontakata unutar flamenka nisu bili dobro upoznati s trenutnim strujanjima unutar žanra. Tadašnji izvođači i znalci bili su u pravilu nepismeni ljudi koji su komunicirali usmenim putem. Zbog svega toga danas postoji mnoštvo nejasnoća i različitih teorija o postanku riječi „flamenko”.
U rječniku Španjolske Kraljevske Akademije postoje različita značenja riječi „flamenko”. Doslovan prijevod jednog od njih bi bio: "Kaže se za izvjesna sociokulturološka manifestiranja općenito povezana sa španjolskim Romima, a posebice andaluzijskim." Također su zanimljiva objašnjenja: "porijeklom iz Flandrije" i "netko ili nešto što je povezano s tom povijesnom europskom regijom".

## Odlike
Smatra se kako flamenko potječe iz Andaluzije, ali podjednako stari korijeni se mogu naći i u drugim španjolskim pokrajinama kao što su Murcia i Extremadura.
Cante je vokalni izričaj flamenka koji pjevaju podjednako i muškarci i žene, uglavnom sjedeći i bez pratećih vokala. Skala emocija, od tuge, radosti, tragičnosti do sreće i straha, postiže se iskrenom jednostavnošću kratkih stihova. 
Baile je plesna strast udvaranja koja se izražava opisivanjem raznolikih situacija, od tuge do radosti. Tehnika je složena i ovisi o spolu izvođača, te se muškarci služe snažnijom uporabom stopala, a žene nježnijim i senzualnijim pokretima.
Toque je umjetnost sviranja gitare koja je prevazišla izvornu ulogu praćenja pjesme i plesa. Ostala glazbena pratnja flamenka su kastanjete, pljeskanje rukama i lupanje stopalima o tlo.

## Vrste
Glazbeni pravci flamenca u Španjolskoj zovu se palos. Poredak abecednim redom:
Alboreá | Alegrías | Bambera | Bulerías | Cabales | Campanilleros | Cantiña | Caña | Caracoles | Carcelera | Cartagenera | Colombiana | Corrido gitano | Debla | Fandango | Fandanguillo | Farruca | Galeras | Garrotín | Granaína | Guajira | Jabera | Jota Flamenca | Liviana | Malagueña | Mariana-Flamenco | Martinete | Media | Media Granaína | Milonga | Minera | Mirabrás | Nana - Flamenco| Petenera | Polo-Flamenco | Romance | Romera | Rondeña | Rumba | Saeta | Seguiriya ili Siguiriya | Serrana | Sevillana | Soleá | Tango | Tanguillo | Taranta | Taranta ili Taranto | Tiento | Toná | Trillera | Verdiales | Vidalita | Zambra | Zorongo

## Najpoznatiji umjetnici
- Camarón de la Isla - smatran među najvećim dijelom specijalizirane kritike najboljim pjevačem flamenca u povijesti.

- Paco de Lucía - skladatelj i virtuoz na gitari.

- Carmen Amaya - flamenco plesačica i pjevačica.

## Vanjske poveznice
- Svijet flamenca
- BUS=3&LEMA=flamenco Rječnik Španjolske Kraljevske Akademije